# Periana
Periana ist eine Gemeinde (municipio) mit 3.350 Einwohnern (Stand: 2024) in der Provinz Málaga in der Autonomen Region Andalusien im Süden Spaniens. 

## Geographie
Die Gemeinde liegt etwa 23 Kilometer von Vélez und 48 Kilometer von der Provinzhauptstadt Málaga entfernt in der Nähe der Sierra de Alhama. Der Ort grenzt an Alcaucín, Alfarnate, Alfarnatejo, Alhama de Granada, El Borge, Cútar, Riogordo, Viñuela und Zafarraya. 

## Geschichte
Der Ort wurde 1761 eine eigene Gemeinde. Im Jahre 1884 wurde der Ort von einem Erdbeben schwer beschädigt.

## Bevölkerungsentwicklung
| 1842  | 1900  | 1950  | 1980  | 1990  | 2000  | 2010  | 2020  |
| ----- | ----- | ----- | ----- | ----- | ----- | ----- | ----- |
| 2.278 | 3.724 | 6.214 | 3.539 | 3.374 | 3.374 | 3.502 | 3.235 |